# Championnats d'Afrique de cyclisme sur route 2005
Navigation
Championnats d'Afrique 2006
Les Championnats d'Afrique de cyclisme sur route 2005 se sont déroulés du 6 au 9 décembre 2005 en Égypte.

## Résultats
| Compétitions     | Or             | Argent                | Bronze           |
| Hommes           |                |                       |                  |
| Course en ligne  | Rupert Rheeder | Thomas Desvaux        | Abdel Esham      |
| Contre-la-montre | Alex Pavlov    | Rafaâ Chtioui         | Rupert Rheeder   |
| Femmes           |                |                       |                  |
| Course en ligne  | Anke Erlank    | Marissa van der Merwe | Chrissie Viljoen |
| Contre-la-montre | Anke Erlank    | Dianne Emery          | Chrissie Viljoen |